# 16 Horsepower
16 Horsepower est un groupe de rock américain, originaire de Denver, dans le Colorado. Il est formé en 1992 par David Eugene Edwards et Pascal Humbert. Basé à Denver, il est à ce titre un groupe éminent du Denver Sound. Le groupe se sépare en 2005.

## Biographie
16 Horsepower est composé de l'Américain David Eugene Edwards et des Français Pascal Humbert et Jean-Yves Tola (respectivement anciens bassiste et batteur des Passion Fodder). Humbert et Tola possèdent un héritage français très riche qui ressort dans certains morceaux. Le grand-père d'Edwards était un pasteur nazaréen, et en le suivant il se frotta à tous types de musique gospel. Cette expérience enrichit son écriture ainsi que sa composition musicale, donnant au groupe leur son particulier. Dans beaucoup de morceaux du répertoire du groupe, se retrouve une forte imagerie chrétienne, en particulier celle sur la capacité rédemptive de Jésus-Christ.
À plusieurs reprises 16 Horsepower et Noir Désir ont collaboré : Bertrand Cantat apparaît sur deux titres du groupe, Fire Spirit (reprise du Gun Club, sur l'album Low Estate, ainsi que sur le live Hoarse) et The Partisan (reprise de Leonard Cohen, sur l'album Low Estate), et 16 Horsepower assure la première partie de Noir Désir lors de la tournée de ces derniers pour l'album 666.667 Club.
Le groupe se sépare en avril 2005. David Eugene Edwards continue avec Woven Hand, renommé Wovenhand, projet solo parallèle au groupe, sous le nom duquel il a déjà sorti quatre albums avant la séparation de 16 Horsepower. De leur côté, Pascal Humbert et Jean-Yves Tola jouent sous le nom de Lilium, projet parallèle lui aussi amorcé alors que 16 Horsepower était encore en activité. Pascal Humbert fait de temps à autre des apparitions scéniques avec Wovenhand.

## Style musical et influences
Son rock sombre est influencé par des artistes aussi différents que John Fogerty, The Gun Club, Violent Femmes ou Joy Division et par des styles très variés, notamment les mélodies folk des Appalaches, le bluegrass, le gospel du sud des États-Unis et le folk européen. Le style musical de 16 Horsepower est aussi associée à l'americana et à la country alternative.

## Discographie
- 1995 : 16 Horsepower (EP)
- 1996 : Sackcloth 'n' Ashes
- 1997 : Low Estate
- 2000 : Secret South
- 2001 : Nobody 'Cept You (EP)
- 2001 : Hoarse (concert)
- 2002 : Folklore
- 2003 : Olden (trois sessions concert)
- 2008 : Live March 2001 (concert)
- 2011 : Yours Truly (compilation)

## Vidéographie
- 2005 : 16HP DVD
- 2006 : Live DVD